# Sette passi verso Satana
Sette passi verso Satana (Seven Footprints to Satan), conosciuto in Italia anche con il titolo La scala di Satana, è un film muto del 1929 diretto da Benjamin Christensen. La sceneggiatura, scritta dallo stesso regista che risulta accreditato come Richard Bee, è basata sul romanzo Seven Footprints to Satan scritto da Abraham Merritt nel 1927.
Il film venne prodotto anche in versione sonora, con un accompagnamento musicale, effetti audio e alcuni dialoghi. Questa versione è considerata perduta, così come la musica creata con il sistema Vitaphone. Copie della versione muta sono invece conservate nell'archivio del Danish Film Museum e in quello della Fondazione Cineteca Italiana.
Si tratta del quinto dei sette film girati a Hollywood da Christensen, uno dei pochi ad essere sopravvissuto almeno in parte insieme a The Devil's Circus, Mockery e L'isola misteriosa.
Nel film compare (non accreditata) anche l'attrice Loretta Young, nel ruolo di una delle vittime del Sig. Satana.

## Trama
Jim Kirkham è un giovane della buona società che sogna di diventare un esploratore. Vorrebbe partire alla ricerca di una misteriosa popolazione africana ma prima deve aiutare la fidanzata Eva Martin, figlia di un collezionista di pietre preziose, a chiarire la posizione di un ospite del padre sospettato di essere un ladro. I sospetti si rivelano fondati e la coppia riesce a smascherare l'impostore ma l'inseguimento si conclude nell'oscura dimora del Sig. Satana. Per Jim e Eva inizia una serie di avvenimenti che li conduce sull'orlo della pazzia.

## Distribuzione
Negli Stati Uniti la versione muta uscì nelle sale statunitensi il 27 gennaio 1929, mentre quella sonorizzata con il sistema Vitaphone venne distribuita il 17 febbraio dello stesso anno.
Il 10 dicembre 2011 una versione restaurata è stata proiettata durante il Courmayeur Noir in festival, con l'accompagnamento musicale dal vivo curato da Pivio e Aldo De Scalzi.

## Critica
Il film ricevette per lo più recensioni negative, come quelle della rivista Variety («un film sonoro completamente idiota») e del Philadelphia Inquirer, in cui Mildred Martin scrisse: «Dopo tutte le grida, i colpi e i cigolii, giunge a una conclusione alquanto banale».